# 第三代卢肯伯爵乔治·宾厄姆
陆军元帅第三代卢肯伯爵乔治·查尔斯·宾厄姆 GCB （1800年4月16日—1888年11月10日），盎格鲁爱尔兰贵族和英国陆军军官，1839年承袭伯爵爵位之前称宾厄姆勋爵。宾厄姆跟随英国陆军参与了克里米亚战争，在1854年10月的巴拉克拉瓦战役期间，他与诺兰上尉和拉格伦勳爵向轻骑兵部队的指挥官卡迪根伯爵下达了冲锋的命令。战后宾厄姆晋升陆军元帅。
卢肯伯爵在爱尔兰大饥荒期间扮演了一位无情的地主，并驱逐了成千上万的爱尔兰租户，随即将他的土地出租给富有的牧场主。除此之外，卢肯伯爵还提出过一个允许犹太人加入议会的方案。

## 个人生活和军旅生涯

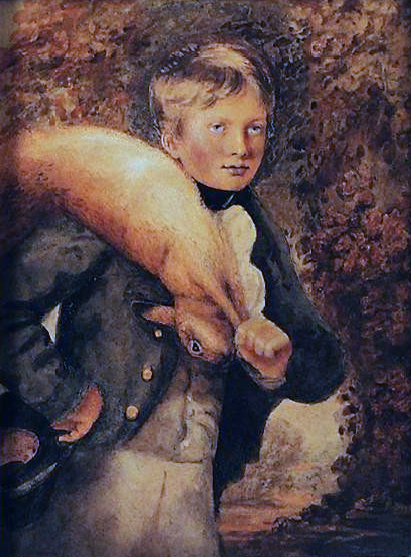
14岁的宾厄姆勋爵

宾厄姆勋爵乔治·宾厄姆是盎格鲁爱尔兰贵族第二代卢坎伯爵理查德·宾厄姆和伊丽莎白·宾厄姆（Elizabeth Bingham，婚前姓Belasyse）的长子。宾厄姆早年就读于西敏公学，但在1816年8月29日离开学校前往第6（皇家沃里克）步兵团担任少尉。1818年12月24日，宾厄姆转入第11龙骑兵团任职。
宾厄姆勋爵于1820年1月20日进入第8（国王）步兵团担任中尉，后于1822年5月16日在第74（高地）步兵团晋升上尉，并于1825年6月23日晋升少校。1825年12月1日，宾厄姆转入第17枪骑兵团，于1826年11月9日成为该团的团长，军衔为中校。宾厄姆在军官的制服和马匹上挥金如土，以致该团的军官被称为“宾厄姆的花花公子”。1826年，宾厄姆当选为梅奥郡的国会议员，并担任议员至1830年。在1828年爆发的第八次俄土战争期间，宾厄姆担任俄罗斯帝国军队的观察员。

### “毁灭者”
宾厄姆勋爵于1839年6月30日从父亲手中承袭卢坎伯爵爵位，并于1840年6月成为爱尔兰贵族代表。1841年11月23日宾厄姆晋升上校，并成为梅奥郡的执政官。在1840年代末的大饥荒期间，宾厄姆表现得冷酷无情，在梅奥郡的村庄实施大规模驱逐行动。1846年至1849年间，他拆毁了300多所房屋并驱逐了2,000人。宾厄姆甚至坚持在饥荒最严重的时候关闭卡斯尔巴的济贫院。为此，宾厄姆招致了许多爱尔兰人的仇恨，并被称为“毁灭者”。宾厄姆于1851年11月11日晋升少将。

### 克里米亚战争

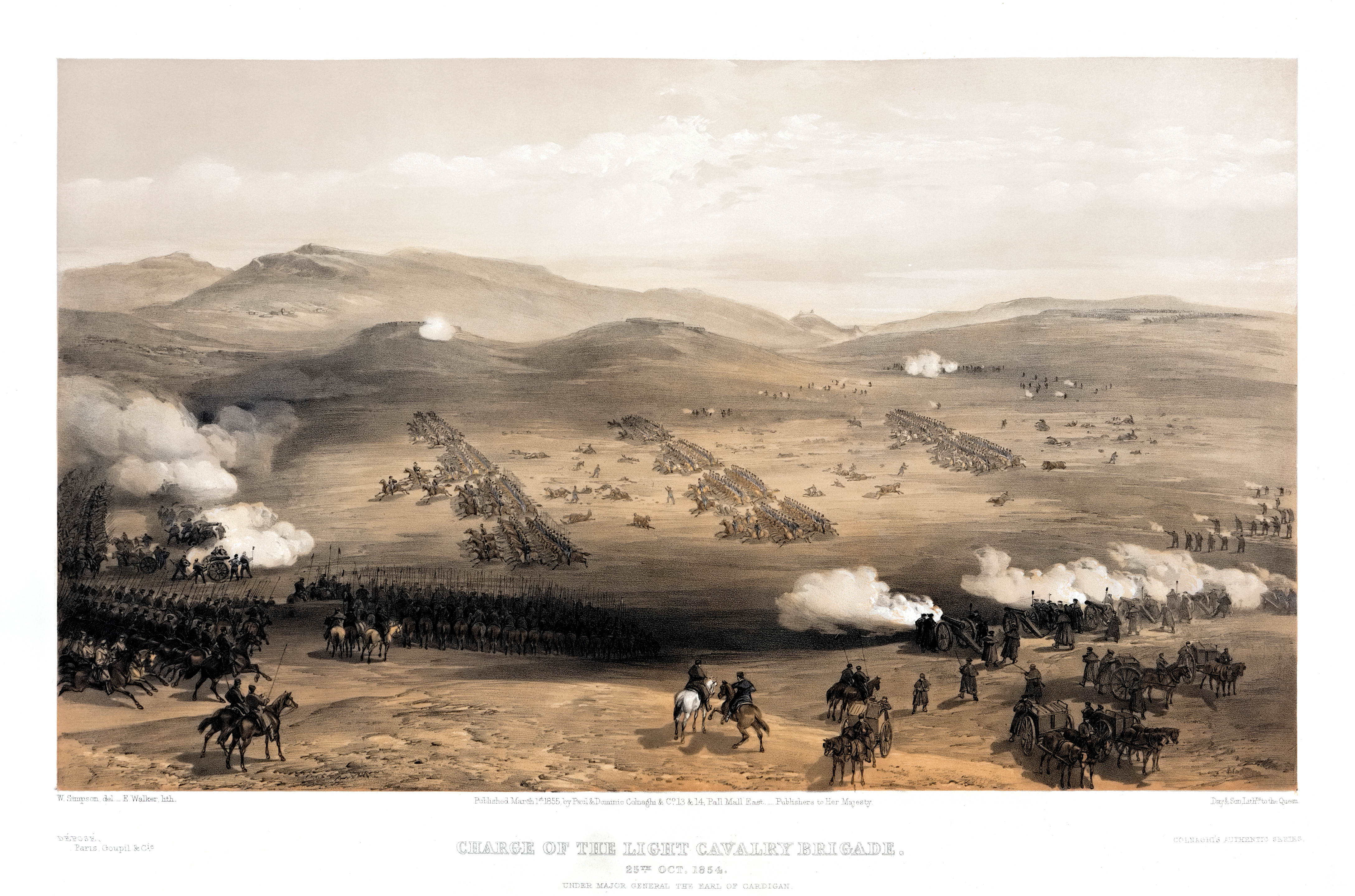
宾厄姆下令轻骑兵司令卡迪根勋爵发起轻骑兵的冲锋

克里米亚战争爆发时，宾厄姆应征出任骑兵师师长。他的姐夫第七代卡迪根伯爵是他的属下之一，负责指挥轻骑兵旅，这是一个不幸的选择，因为两人都由衷地厌恶对方。1854年8月18日，宾厄姆晋升为名誉中将。1854年9月，宾厄姆参加了阿尔马河战役，但在陆军司令拉格伦勋爵的命令下，宾厄姆的骑兵师仅作为预备队。这件事使宾厄姆获得了“旁观勋爵（Lord Look-on，Lord Lucan的谐音）”这一不当但持久的绰号。在1854年10月的巴拉克拉瓦战役中，宾厄姆接到拉格伦的命令，转而让卡迪根率领轻骑兵发起冲锋，结果英军伤亡惨重，却毫无收获。当宾厄姆带着重骑兵前来支援时，他的腿受了轻伤。拉格伦将轻骑兵的损失归咎于宾厄姆，并在电报中控诉宾厄姆葬送了轻骑兵部队。尽管宾厄姆对这一谴责表示不满，但由于陆军司令与骑兵司令之间的关系破裂，他从前线被召回并于1855年3月初被回到英国。
宾厄姆回到英国后，提出召开军事法庭的要求被拒绝，随后他于3月19日在上议院发表讲话为自己辩护，将责任指向拉格伦和已故的副官路易斯·诺兰上尉。这一策略似乎取得了成功，因为宾厄姆随后于1855年7月5日获得巴斯骑士指挥官勋章，并于同年11月17日被任命为第8（皇家爱尔兰）轻龙骑兵团的荣誉团长。

## 晚年生活
宾厄姆曾在议会中做出重大贡献，包括提出接纳犹太人进入议会的方案。在此之前，杰出的犹太人拒绝“以基督徒的真正信仰”宣誓，并且不能按照法规要求宣誓就职，尽管当选为国会议员，但仍被拒绝投票权。宾厄姆提议通过妥协的方式，每个议院都可以决定和修改自己的誓言。长期以来反对接纳犹太人的上议院同意了这一点。著名的犹太人莱昂内尔·德·罗斯柴尔德因而获准进入下议院，并于1858年7月26日宣誓就职。
尽管宾厄姆再也没有获得指挥权，但他于1858年12月24日晋升中将。并于1865年2月27日成为第1（生命卫队）步兵团的荣誉团长。宾厄姆于1865年8月28日晋升上将，后于1869年获得巴斯骑士大十字勋章。宾厄姆于1877年10月正式退休，但经过一番游说，他于1887年6月21日晋升陆军元帅。宾厄姆于1888年11月10日在伦敦公园巷南街13号去世，葬于米德尔塞克斯的莱勒姆。

## 家庭
1829年，宾厄姆与第六代卡迪根伯爵罗伯特·布鲁德内尔的第七个女儿安妮·布鲁德内尔夫人（Lady Anne Brudenell）结婚；夫妻两人有六个孩子，其中两个女儿夭折：
- 长子第四代卢坎伯爵查尔斯·宾厄姆（Charles Bingham）。他与第五代里士满公爵查尔斯·戈登·伦诺克斯的女儿塞西莉亚·凯瑟琳·戈登·伦诺克斯结婚
- 奥古斯塔（Augusta，1832年2月7日 - 1888年7月3日），于1853年9月10日与她的堂兄第一代阿林顿男爵亨利·斯特尔特结婚
- 拉维尼娅（Lavinia，1836年 – 1864年9月15日），于1856年4月10日与第二任哈定子爵查尔斯·哈定结婚
- 理查德（Richard，1847年1月6日 - 1924年11月12日）与第十二代德比伯爵爱德华·史密斯-斯坦利的曾孙女结婚，后成为海军少将

## 引注
1. ↑  . London Gazette. 1858-03-02.
2. ↑  . London Gazette. 1856-08-04.
3. ↑  .  線上版. 牛津大學出版社. 2004  [9 November 2013]. doi:10.1093/ref:odnb/2407. 需要订阅或英国公共图书馆会员资格
4. ↑  . London Gazette. 1818-02-27.
5. 1 2 3 4  Heathcote, p. 41
6. ↑  . London Gazette. 1826-09-22.
7. ↑  . London Gazette. 1840-06-30.
8. ↑  .  線上版. 牛津大學出版社. 2004  [2013-11-09]. doi:10.1093/ref:odnb/2407. 需要订阅或英国公共图书馆会员资格
9. ↑  . History Ireland. 2013-03-13  [2019-04-12]. （原始内容存档于2019-12-14）.
10. ↑  . London Gazette. 1851-11-11.
11. ↑  .  線上版. 牛津大學出版社. 2004  [2013-11-09]. doi:10.1093/ref:odnb/2407. 需要订阅或英国公共图书馆会员资格
12. ↑  . London Gazette. 1854-08-18.
13. ↑  Adkin, Mark. . London: Pimlico. 1996: 64. ISBN 9781844137343.
14. 1 2  Heathcote, p. 42
15. ↑  Calthorpe, p. 132
16. ↑  . London Gazette. 1854-11-12.
17. ↑  . London Gazette. 1854-11-12.
18. ↑  .  線上版. 牛津大學出版社. 2004  [2013-11-09]. doi:10.1093/ref:odnb/2407. 需要订阅或英国公共图书馆会员资格
19. ↑  . London Gazette. 1855-07-10.
20. ↑  . London Gazette. 1855-12-04.
21. ↑  . Rothschold Archive.   [2013-11-09]. （原始内容存档于2013-11-09）.
22. ↑  . London Gazette. 1859-01-11.
23. ↑  . London Gazette. 1865-03-03.
24. ↑  . London Gazette. 1865-09-12.
25. ↑  . London Gazette. 1869-06-02.
26. ↑  . London Gazette. 1877-10-02.
27. ↑  . London Gazette. 1888-01-05.
28. ↑  .  線上版. 牛津大學出版社. 2004  [2013-11-09]. doi:10.1093/ref:odnb/2407. 需要订阅或英国公共图书馆会员资格
29. ↑  .  線上版. 牛津大學出版社. 2004. doi:10.1093/ref:odnb/2407. 需要订阅或英国公共图书馆会员资格

## 延伸阅读
- Adkin, Mark. . Leo Cooper. 1996. ISBN 978-0850524697.
- Brighton, Terry. . Penguin. 2005. ISBN 978-0670915286.
- Woodham-Smith, Cecil. . Penguin Group. 1953. ISBN 978-0140012781.